# Masaki Ukyo
Masaki Ukyo (右京 雅生?, Ukyo Masaki); ...) è un autore di videogiochi giapponese.
Game director di Guardian Heroes e Silhouette Mirage, ha collaborato come autore di Code of Princess e come programmatore per Sin and Punishment: Successor of the Skies.